# Giuseppe Obici
Giuseppe Obici (Spilamberto, 10 de octubre de 1807-Roma, 14 de mayo de 1878) fue un escultor italiano.

## Biografía
Este escultor, natural de Spilamberto, en la provincia italiana de Módena, nació en 1807. Estudió en la Accademia Atestina di Belle Arti primero y luego, a partir de 1834 y gracias a una beca que le concedió el duque Francisco IV, en la Accademia di Belle Arti di Carrara.

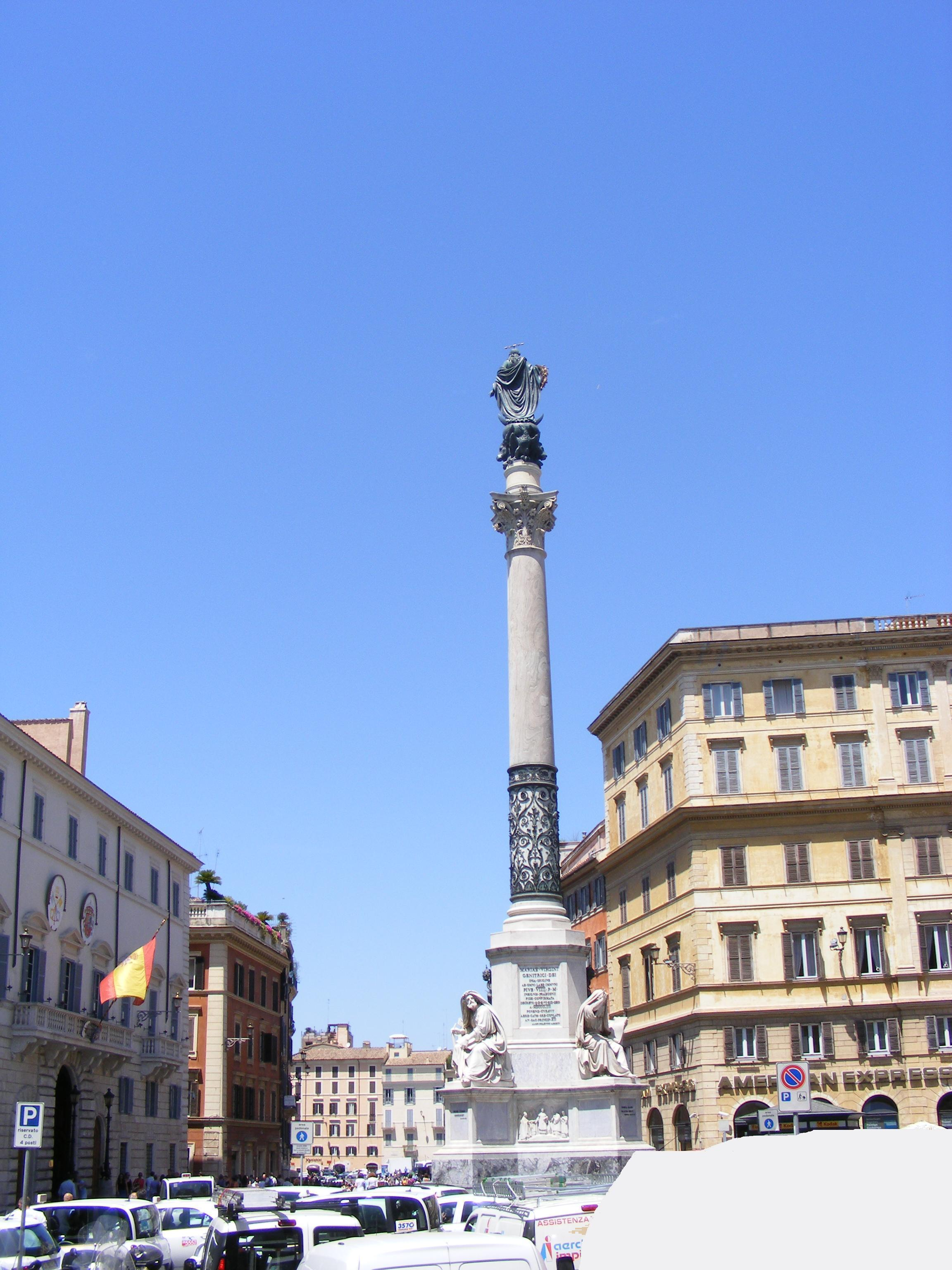
La columna de la Inmaculada de Roma, obra de Obici

Entre sus obras se cuentan la columna de la Inmaculada de Roma, un San Pablo en mármol para la Basílica de San Pablo Extramuros, un Soldado ferito en mármol para el museo de Módena, un S. Giovanni Battista en yeso para la iglesia de San Juan Bautista de Spilamberto y otro en mármol para la basílica de Santa María sobre Minerva, así como un Narciso al fonte en yeso para el Antiquarium de Spilamberto.
Vivió los últimos años de vida en Roma, donde falleció en 1878. Sus restos fueron trasladados en 1981 al cementerio de su natal Spilamberto.